# Szymon Szewczyk
Szymon Paweł Szewczyk (nacido el 21 de diciembre de 1982 en Szczecin) es un jugador de baloncesto polaco que pertenece a la plantilla del Anwil Włocławek de la PLK. Con 2,11 metros de estatura, juega en las posiciones de Ala-Pívot y Pívot.

## Trayectoria deportiva
Comenzó su carrera deportiva en el equipo de su ciudad, hasta que en 2001 fichó por el SKS Starogard Gdański de la Primera División de Polonia, quienes lo traspasaron al Basketball Löwen Braunschweig de la Basketball Bundesliga, donde jugó una temporada en la que promedió 12,7 puntos y 6,7 rebotes por partido.
Al año siguiente fue elegido en la trigésimo quinta posición del 2003 por Milwaukee Bucks, pero siguió jugando en la liga alemana, en esta ocasión en el ALBA Berlin, donde permaneció dos temporadas, promediando 5,4 puntos y 4,0 rebotes en la primera y 8,3 y 4,6 en la segunda.
En 2005 fichó por el KK Olimpija, donde ganó en la misma temporada liga y copa de Eslovenia, y al año siguiente se fue a jugra la liga italiana con el Scafati Basket, donde promedió 6,6 puntos y 3,2 rebotes por partido.
En 2007 fichó por el Lokomotiv Kuban ruso, regresando a la liga italiana dos años después de la mano del Air Avellino, donde jugó dos temporadas, promediando en la última de ellas 14,1 puntos y 6,7 rebotes por encuentro.
Continuó tres temporadas más en la liga italiana, dos con el Umana Venezia, donde promedió 12,0 puntos y 5,8 rebotes por partido, y una más en el Acea Roma, donde fue cortado a mitad de temporada tras bajar sus promedios a 6,4 puntos y 2,4 rebotes por encuentro.
Tras dejar Italia, regresó a su Polonia para fichar por el AZS Koszalin, donde promedió 14,6 puntos, marchándose al año siguiente al Stelmet Zielona Góra, club al que pertenece en la actualidad.